# Amar pelos dois
«Amar pelos dois» («Любить за двоих») — песня португальского певца Салвадора Собрала.
Автор песни — его сестра Луиза Собрал, аранжировщик — Луиш Фигейреду.
Победив на национальном конкурсном отборе на Festival da Canção 2017, а затем и на «Евровидении-2017», песня принесла Португалии первую победу с момента её дебюта на международном конкурсе в 1964 году.

## О песне
«Amar pelos dois» — это джазовая композиция длительностью в 3 минуты и 5 секунд (3:05), темп которой достигает 92 ударов в минуту. Мелодия исполнена струнными музыкальными инструментами и фортепьяно, без бэк-вокала.
По словам Салвадора Собрала, «Amar pelos dois» «написана под влиянием старых песен времен „великого американского песенника“, с оттенками красивых мелодий босановы».
Автор песни — Луиза Собрал — рассказала в интервью: «Когда я думала об этой песне, мне казалось, что людей привлечет её простота. А мой брат может спеть и „Happy Birthday“ так, что это будет невероятно».
Герой песни обращается к своей бывшей возлюбленной. Он говорит, что живёт только ради любви к ней и что до неё он не жил, а лишь существовал. Он просит её услышать его молитвы, вернуться и снова его полюбить. В конце песни он заявляет, что если она не уступит, то его сердце «сможет любить за двоих».

## Отзывы
Французская газета 20 Minutes назвала «Amar pelos dois» «прекрасной меланхоличной песней» и отметила «очаровательное анахроничное звучание». Французский журнал Paris Match назвал её одной из десяти любимых песен года, а также похвалил «отличное вокальное исполнение».
Британская газета Metro охарактеризовала португальское выступление как одно из лучших выступлений на «Евровидении», а газета The Telegraph назвала песню «артистичной, красиво созданной» и «утончённой».

## Награды
«Amar pelos dois» получила премию Марселя Безансона в двух категориях из трёх. «Лучшим исполнителем» стал Салвадор Собрал, а «Лучшим композитором» — Луиза Собрал.

## Чарты
| Чарт (2017)                                | Наив. поз. |
| ------------------------------------------ | ---------- |
| Бельгия/Фландрия (Ultratip Bubbling Under) | 48         |
| Португалия (AFP)                           | 38         |
| Portugal Digital Songs (Billboard)         | 3          |